# Lucerapex angustatus
Lucerapex angustatus är en snäckart som först beskrevs av Powell 1940.  Lucerapex angustatus ingår i släktet Lucerapex och familjen Turridae. Inga underarter finns listade i Catalogue of Life.